# Motukaramarama Island
Motukaramarama Island, auch Bush Island genannt, ist eine Insel der Inselgruppe der Motukawao Group im Norden der Nordinsel von Neuseeland.

## Geographie
Motukaramarama Island befindet sich an der Westküste der Coromandel Peninsula, rund 12,5 km nordwestlich von Coromandel und rund 7 km südwestlich der Colville Bay. Sie hat eine Größe von 11,5 Hektar. Motukaramarama Island besitzt eine Länge von rund 600 m in Ost-West-Richtung und eine maximale Breite von rund 430 m in Nord-Süd-Richtung. Ihre höchste Erhebung befindet sich mit 71 m in der Mitte der Insel
Rund 450 m nordöstlich von Motukaramarama Island liegt die Nachbarinsel Motuwi Island und 1,19 km ostsüdöstlich Motuwinukenuke Island. Moturua Island, als die größte Insel der Gruppe, ist rund 1,15 km südlich zu finden. Nach Westen hin bildet die kleine Insel Motutakupu Island nach 1,46 km den westlichen Abschluss des südlichen Teils der Inselgruppe.